# Pendowo Harjo
Pendowo Harjo is een bestuurslaag in het regentschap Banyuasin van de provincie Zuid-Sumatra, Indonesië. Pendowo Harjo telt 2115 inwoners (volkstelling 2010).